# 指田郁也
指田 フミヤ（さしだ フミヤ、1986年8月18日 - ）は、日本の男性シンガーソングライター。所属レコードレーベルはワーナーミュージック・ジャパン。

## 来歴
東京都出身。3歳のときにクラシックピアノを習い始め、中学校を卒業するまで続ける。その後、高校1年生のときにプロを目指すようになり、ボイストレーニングに通い始める。
2010年、ワーナーミュージック・ジャパンが開催したオーディション「VOICE POWER AUDITION〜100年ヴォーカリストを探せ〜」に応募し、グランプリを獲得する。2011年10月12日、シングル「bird／夕焼け高速道路」でメジャー・デビューを果たす。
2016年3月、表記を「指田郁也」から「指田フミヤ」へ変更。

## 人物像
好きな食べ物はラーメンで、特に昔ながらの醤油ラーメンが好みだという。
また、自動車や鉄道が好きで、中学校3年生のときから毎年北斗星に乗るのが恒例となっている。ヒャダインが結成した「スターダスト電車クラブ」のメンバー(会員No.0002)である。

## 音楽性
ピアノによる弾き語りというスタイルを取っている。本人曰く、楽曲は当初「暗い」曲が多かったが、「bird」を機にポップソングも作るようになった。
影響を受けたアーティストとして、山下達郎、柴田淳、尾崎豊、玉置浩二、小田和正、デイヴィッド・フォスター、ボビー・コールドウェル、ビル・ラバウンティ、アース・ウィンド・アンド・ファイアー、マイケル・マクドナルドの名前を挙げており、特に山下を尊敬している。プロを志向したのは中学時代に山下の「蒼氓」を聞いたことがきっかけであり、またメジャー・デビューのきっかけとなった「VOICE POWER AUDITION」も、オーディションを主催するワーナーミュージック・ジャパンに山下が在籍していることから応募した。逆に山下からは2011年に「最も気になるアーティスト」の一人として名前が挙げられていた。

## ディスコグラフィ

### 配信限定シングル
| 発売日         | タイトル     |
| -------------- | ------------ |
| 2013年3月13日  | 上り電車     |
| 2014年2月14日  | documentary. |
| 2014年3月26日  | オレンジ     |
| 2014年7月9日   | 花は咲く     |
| 2016年8月24日  | ヒーロー     |
| 2022年11月18日 | ひかり       |

### 楽曲提供
| 発売日         | タイトル                                   | 収録曲                 | 備考       |
| -------------- | ------------------------------------------ | ---------------------- | ---------- |
| 2017年5月31日  | AZU『SINGLE BEST ＋ ～10th Anniversary～』 | Thank you              | 作曲・編曲 |
| 2018年11月21日 | 神谷浩史『TOY BOX』                        | スケッチブックドリーム | 作曲       |
| 2019年3月20日  | 入野自由『Live Your Dream』                | sayonara baby          | 作曲       |
| 2021年12月22日 | 松下洸平『あなた』                         | あなた                 | 作曲       |

## ミュージックビデオ
| 年     | 監督         | 曲名           |
| 2011年 | 今井厚生     | 「bird」       |
| 2012年 | 大久保拓朗   | 「パラレル＝」 |
| 2012年 | 柿本ケンサク | 「花になれ」   |
| 2013年 | 定松功祐     | 「バラッド」   |
| 2014年 | 戸塚富士丸   | 「hello」      |

## タイアップ
| 楽曲                           | タイアップ                                                         |
| ------------------------------ | ------------------------------------------------------------------ |
| 夕焼け高速道路                 | 日本テレビ系『地球の最先端をスクープ!SCOOPER』エンディング・テーマ |
| パラレル＝                     | NHK教育アニメ『バクマン。』第2シリーズエンディング・テーマ         |
| 花になれ                       | NHK BSプレミアム BS時代劇『陽だまりの樹』主題歌                    |
| バラッド                       | 金曜ドラマ『なるようになるさ。』主題歌                             |
| music                          | 小学館『CanCam』2013年12月号 CMソング                              |
| music                          | ABC万博マラソン2014 テーマソング                                   |
| オレンジ                       | NHK BSプレミアム プレミアムドラマ『その日のまえに』主題歌          |
| hello                          | 火曜ドラマ『なるようになるさ。（第2シリーズ）』主題歌              |
| 花は咲く(羽生結弦結バージョン) | NHK『花は咲くプロジェクト』フィギュアスポットのみ                  |

## 出演

### テレビ
- タモリ倶楽部（2012年11月23日、テレビ朝日）[10]
- 夢チカ18(2014年8月4日、北海道テレビ)
- 第1回ももいろ歌合戦（2017年12月31日、BS日テレ・フジテレビNEXT・ニッポン放送ほか）

### ラジオ
- 指田郁也のAll Aboard!!（2011年10月5日 - 2014年6月25日、ZIP-FM） - パーソナリティ[18][19]

## ライブツアー
| 名前                                      | 日付           | 会場                               | 備考     |
| ----------------------------------------- | -------------- | ---------------------------------- | -------- |
| 指田郁也 弾き語りライブ〜本音 2012〜      | 2012年10月27日 | 東京・渋谷 7th Floor               |          |
| 指田郁也 弾き語りライブ〜本音 2012〜      | 2012年11月2日  | 愛知・名古屋 パラダイスカフェ21    |          |
| 指田郁也 弾き語りライブ〜本音 2012〜      | 2012年11月4日  | 大阪・南堀江Knave                  |          |
| 指田郁也 弾き語りライブ〜本音 2012〜      | 2012年12月21日 | 東京・渋谷duo music exchange       | 追加公演 |
| 指田郁也 弾き語りライブ 本音 2013~春の陣~ | 2013年4月16日  | 札幌・ジャスマックプラザ・ザナドゥ |          |
| 指田郁也 弾き語りライブ 本音 2013~春の陣~ | 2013年4月17日  | 仙台・レトロバックページ           |          |
| 指田郁也 弾き語りライブ 本音 2013~春の陣~ | 2013年4月20日  | 名古屋・club QUATTRO               |          |
| 指田郁也 弾き語りライブ 本音 2013~春の陣~ | 2013年4月22日  | 大阪・Music Club JANUS             |          |
| 指田郁也 弾き語りライブ 本音 2013~春の陣~ | 2013年4月26日  | 東京・club QUATTRO                 |          |
| 指田郁也“しろくろ”しくよろTOUR2014        | 2014年1月13日  | 名古屋・ダイアモンドホール         |          |
| 指田郁也“しろくろ”しくよろTOUR2014        | 2014年1月14日  | 大阪・BIG CAT                      |          |
| 指田郁也“しろくろ”しくよろTOUR2014        | 2014年1月18日  | 東京・キネマ倶楽部                 |          |
| 指田郁也“しろくろ”しくよろTOUR2014        | 2014年1月31日  | 札幌・ジャスマックプラザ・ザナドゥ | 追加公演 |
| 指田郁也“しろくろ”しくよろTOUR2014        | 2014年6月21日  | 東京・東京国際フォーラム ホールC   | 追加公演 |

| 開催日                   | タイトル                                                                 | 備考                                |
| ------------------------ | ------------------------------------------------------------------------ | ----------------------------------- |
| 2014年10月31日〜11月19日 | 指田郁也 弾き語りライブ 本音2014～スリーハンドレッドシックスティーの巻～ |                                     |
| 2016年5月24日〜6月29日   | LIVE TOUR2016 果実                                                       |                                     |
| 2016年8月20日            | 指田フミヤ SPECIAL LIVE                                                  | 二部制                              |
| 2016年12月10日           | 指田フミヤ かまくらいぶ                                                  | 二部制                              |
| 2017年4月29日            | 指田フミヤ Live at LOOP【1LDK】                                          | 二部制                              |
| 2018年1月31日            | 2018 指田フミヤ presents 「SOUL:STORE β」                                | 代官山UNIT w/Scarf & The SuspenderS |
| 2019年2月16日            | 指田フミヤ presents 弾き語りライブ "本音 2019"                           | 代官山晴れたら空に豆まいて          |
| 2019年4月12日            | 指田フミヤ ワンマンライブ In Bloom 2019                                  | 渋谷WWW                             |
| 2019年8月23日            | 指田フミヤ「一時は果実」リリースライブ                                   | shibuya eggman w/ダイスケ, 近藤晃央 |
| 2019年10月20日〜11月4日  | ワンマンライブ『弾き語りツアー「一時は果実」2019』                       |                                     |
| 2019年11月22日           | Performance 「一時は果実」2019                                           | モーション・ブルー・ヨコハマ        |
| 2020年2月16日            | 一時は果実 Performance 2020                                              | Live Music Restaurant CRAZY PINTXOS |
| 2020年10月2日            | 指田フミヤ Online Performance 2020 - Player -                            | 吉祥寺SHUFFLE                       |
| 2020年12月25日           | 指田フミヤ Special Christmas Online Gig 2020                             | 吉祥寺SHUFFLE                       |
| 2021年3月14日            | 指田フミヤ 2021 Special Online Gig 3                                     | 吉祥寺SHUFFLE                       |